# Abbondio Sangiorgio
Abbondio Sangiorgio (* 16. Juli 1798 in Mailand; † 2. November 1879 ebenda) war ein italienischer Bildhauer des Klassizismus.

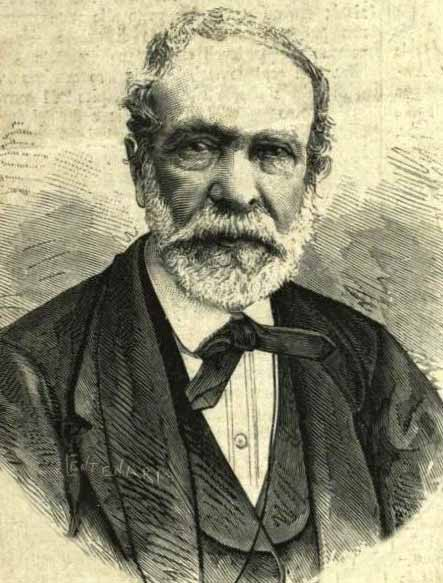
Abbondio Sangiorgio

## Leben

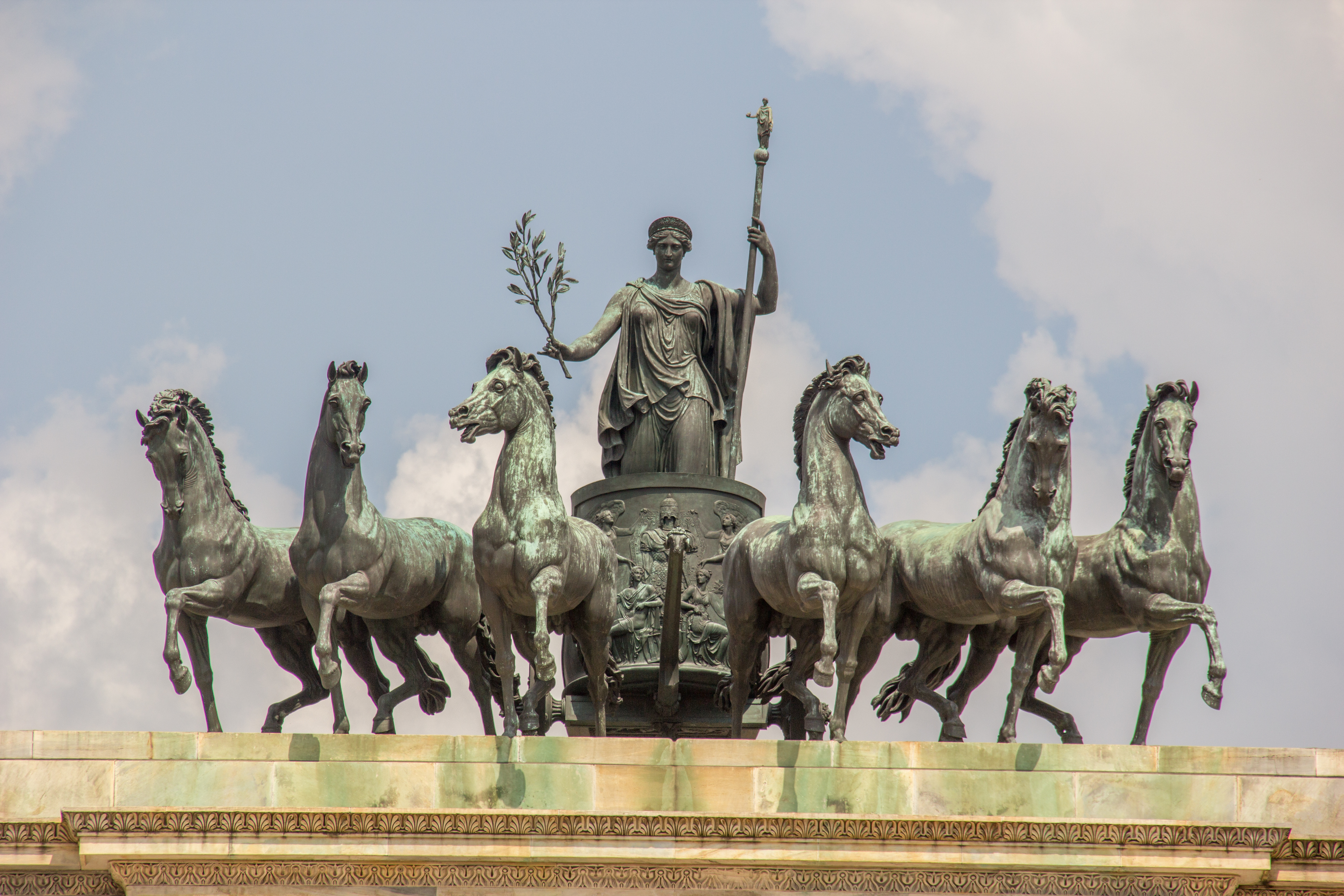
Sechsgespann auf dem Arco della Pace

Sangiorgio studierte an der Accademia di Belle Arti di Brera bei Camillo Pacetti und gewann, noch nicht einmal zwanzigjährig, die Goldmedaille der Akademie für zwei Basreliefs. 1825 erhielt er den Auftrag für das Sechsgespann des Arco della Pace, an dem er sechs Jahre lang arbeitete und das ihm viel Lob einbrachte. Er erhielt in der Folge zahlreiche Aufträge für Plastiken an öffentlichen Plätzen sowie Porträtbüsten, die er in Bronze oder Marmor in der klassizistischen Tradition ausführte.
1848 kämpfte er in den Fünf Tagen von Mailand.
Sangiorgio war Mitglied der Accademia di San Luca in Rom und der k. k. Akademie der bildenden Künste in Wien. Zu seinen Schülern zählen Giovanni Emanueli, Pietro Magni, Odoardo Tabacchi und Francesco Barzaghi.

## Werke

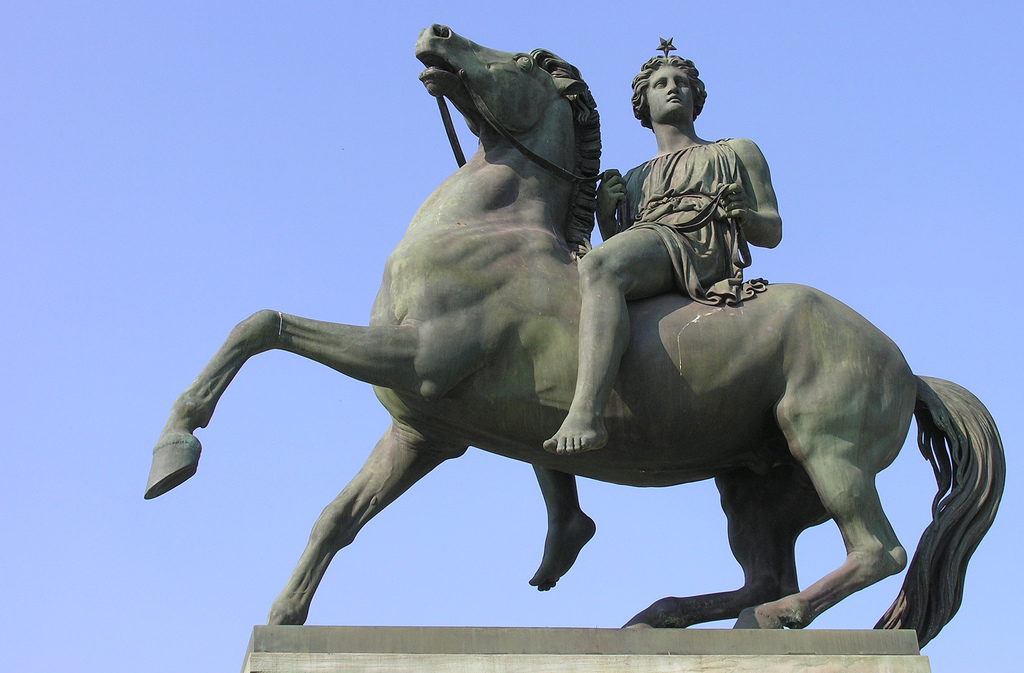
Reiterstatue des Pollux vor dem königlichen Palast in Turin

- Bronzeplastik der Friedensgöttin auf einem sechsspännigen Streitwagen, Arco della Pace, Mailand, 1825–1831
- Statue Vincenzo Montis, Palazzo di Brera, Mailand, um 1830
- Statue Giovanni Battista Pallettas im Ospedale Maggiore, Mailand, 1833
- Reiterstatuen der Dioskuren vor dem Königlichen Palast in Turin, 1845
- Reiterstandbild Karl Alberts, Piazza Mazzini, Casale Monferrato